# Клара Петачи
Клара Петачи, наричана Кларета (на италиански: Clara Petacci), е любовница на италианския диктатор Бенито Мусолини. Нейният баща е личен лекар на папата. Клара е с двадесет и девет години по-млада от Мусолини.
След залавянето на Мусолини ѝ е даден шанс за бягство, но тя отказва и опитва с тялото си да спаси от куршумите живота на Мусолини. Той е убит малко след нея. За назидание, труповете им са провесени с главата надолу на площад „Пиацале Лорето“ в Милано.
Оръжието, с което са застреляни, се намира в Националния правосъден музей в Рим.
През 1984 г., с участието на Клаудия Кардинале, е заснет филмът „Кларета“ пресъздаващ живота ѝ.